# Крозе (Лоара)
Крозе (фр. Crozet) насеље је и општина у источној Француској у региону Рона-Алпи, у департману Лоара која припада префектури Роан.
По подацима из 2011. године у општини је живело 299 становника, а густина насељености је износила 22,46 становника/km². Општина се простире на површини од 13,31 km². Налази се на средњој надморској висини од 450 метара (максималној 595 m, а минималној 344 m).

## Демографија
| 1962. | 1968. | 1975. | 1982. | 1990. | 1999. | 2011. |
| ----- | ----- | ----- | ----- | ----- | ----- | ----- |
| 315   | 336   | 285   | 290   | 292   | 295   | 299   |

График промене броја становника у току последњих година